# Willy Cortois
Willy Cortois (Vilvoorde, 27 februari 1941 – Jette, 21 maart 2018) was een Belgisch politicus voor de PVV en diens opvolger de VLD.

## Levensloop
Cortois studeerde in 1962 af als licentiaat in de economische wetenschappen aan de Vrije Universiteit Brussel. Hij was van 1966 tot 1968 kabinetssecretaris van August De Winter, minister van Buitenlandse Handel in de regering-Vanden Boeynants I en was vervolgens van 1968 tot 1969 attaché bij het Federaal Planbureau. Nadien werkte hij van 1969 tot 1971 als attaché opnieuw voor August De Winter, in diens hoedanigheid als voorzitter van de VUB. Van 1972 tot 2007 was hij afgevaardigd beheerder van het import-exportbedrijf Gemaco.
Hij werd politiek actief voor de toenmalige liberale partij PVV, waarvan hij de lokale afdeling in Vilvoorde nieuw leven inblies. Van 1965 tot 1973 was hij nationaal ondervoorzitter van de PVV-Jongeren, van 1972 tot 1978 voorzitter van de Liberale Mutualiteit van Vilvoorde en van 1976 tot 1978 voorzitter van de PVV-federatie van Brussel-Halle-Vilvoorde. In 1970 werd Cortois verkozen tot gemeenteraadslid van Vilvoorde, wat hij bleef tot in 2008. Van 1983 tot 1993 was hij er schepen van Financiën en Grondbeleid. In die hoedanigheid saneerde hij de stadsfinanciën van Vilvoorde en legde hij de basis van een reconversiestad dat Vilvoorde omvormde van vervuilde verouderde industriestad naar een moderne centrumstad. Van 1993 tot 2000 was Cortois burgemeester van Vilvoorde.
Van juli 1984 tot juni 2007 zetelde Cortois voor de kieskring Brussel-Halle-Vilvoorde in de Kamer van volksvertegenwoordigers, waar hij van 1988 tot 1992 voorzitter van de PVV- en later de VLD-fractie was. Van 1992 tot 1995 was hij ook secretaris van de Kamer, waarna hij van 1995 tot 1999 ondervoorzitter en van 1999 tot 2007 quaestor en vanaf 2003 voorzitter van het College van Quaestoren was. Voorts was hij een actief lid van de commissies Bedrijfsleven (1984-1993), Infrastructuur (1988), de bijzondere commissie voor Reglement en Hervorming van de Parlementaire Werkzaamheden (1988-2000), de commissies Binnenlandse Zaken (1988-1991 en 1993-2007), Herziening van de Grondwet en Hervorming van de Instellingen (1988-1991), Buitenlandse Betrekkingen (1993-1995), Sociale Zaken (1995-1996) en Naturalisaties (2001-2003) en de Controlecommissie voor de Verkiezingsuitgaven en de Boekhouding van de Politieke Partijen (2003-2007). In 2001-2002 was hij ook ondervoorzitter van de parlementaire onderzoekscommissie naar het faillissement van Sabena.
In de periode oktober 1984-mei 1995 had hij als gevolg van het toen bestaande dubbelmandaat ook zitting in de Vlaamse Raad. Hier was Cortois lid van de commissies Mediabeleid (1984-1985), Leefmilieu en Waterbeleid (1984-1985), Economie, Tewerkstelling en Energie (1984-1986 en 1988-1989), Financiën en Begroting (1985-1986), Binnenlandse Aangelegenheden en Openbaar Ambt (1989-1991) en Huisvesting, Ruimtelijke Ordening en Landinrichting (1992-1994). Van 1986 tot 1987 was hij voorzitter van de commissie Economie, Tewerkstelling en Energie.
Cortois kreeg uit erkenning voor zijn politieke loopbaan het ereteken officier in de Leopoldsorde. Hij overleed in maart 2018 op 77-jarige leeftijd, na tien jaar aan een slepende ziekte te hebben geleden.